# Gran Premio de Las Vegas
El Gran Premio de Las Vegas es una carrera de automovilismo que se disputa en Las Vegas, Estados Unidos. En el pasado, fue conocida popularmente como Gran Premio de Caesars Palace que fue parte del calendario del mundial de automovilismo de Fórmula 1 para las temporadas de 1981 y 1982, y tras su abandono por la Fórmula 1 por diversos motivos deportivos, continuó como competencia en el calendario de la serie  CART IndyCar World Series en las ediciones de 1983 a 1984.
En 2007, la Champ Car disputó sobre un trazado callejero en el sector de "Fremont Street", más conocido como Fremont Street Experience.
Luego de 41 años después se negoció el regreso del mundial de Fórmula 1 con el ayuntamiento de la ciudad de Las Vegas, para lo cual, para la temporada 2023 de F1, el Gran Premio volverá al calendario, ahora disputándose con una carrera nocturna.

## Historia

### Gran Premio de Las Vegas oGran Premio de Caesars Palace:  Circuito Urbano del Parqueadero Hotel y Casino de Caesars Palace

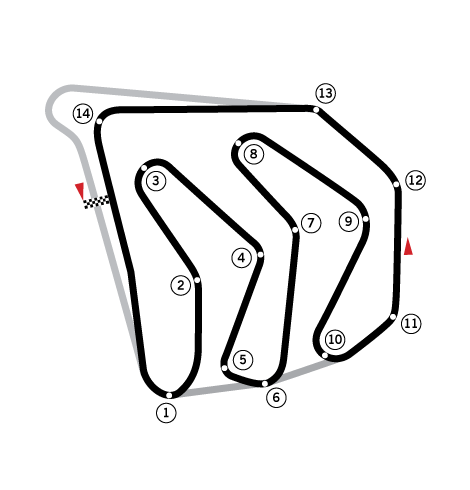
Diseño original del circuito (Fórmula 1 y serie CART IndyCar World Series entre 1981 a 1984) en el emplazamiento del antiguo parqueadero del Hotel Caesars Palace, lugar que posteriormente sería utilizado para la ampliación del hotel años más tarde.

Al inicio habría carreras de la Canadian-American Challenge Cup en el Stardust International Raceway a mediados y finales de la década de 1960, pero los desarrolladores compraron ese circuito y luego lo demolieron en 1970. Originalmente, se suponía que la primera carrera tendría lugar como la última carrera de la temporada de 1980 en 2 de noviembre, 4 semanas después del Gran Premio de Estados Unidos en Watkins Glen. Al salir Watkins Glen del calendario de la Fórmula 1, en 1980, se seleccionó Las Vegas como escenario para un Gran Premio. Esta nueva carrera cerraba el calendario, mientras que Long Beach quedó como primera carrera. Sin embargo, no fue muy popular entre los pilotos debido al intenso calor del desierto. La carrera se disputaba en el área de estacionamiento del hotel Caesars Palace, ubicada en el solar que hoy ocupa el hotel Mirage. Para un circuito no permanente, las instalaciones eran bastante elaboradas. Era lo suficientemente ancho para permitir adelantamientos, áreas de seguridad en arena y una superficie tan uniforme como el vidrio. Se corría en sentido contrario a las agujas del reloj.

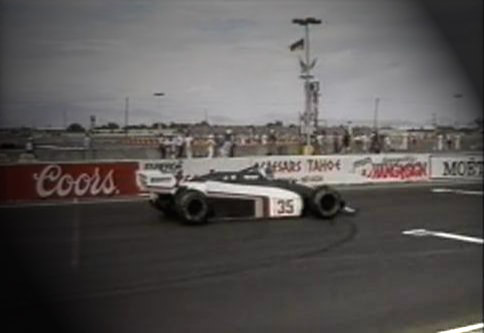
Derek Warwick con su Toleman TG182 Hart en Las Vegas en 1982.

Cuando Nelson Piquet logró su primer campeonato de pilotos al terminar quinto en la competencia de 1981, le tomó casi quince minutos para recuperase del cansancio causado por el calor, habiendo logrando apenas llegar a la meta. La carrera de 1982, que se llevó a cabo con un calor intenso, la ganó Michele Alboreto en un Tyrrell, pero ese fue el final de las carreras de Fórmula 1 en Las Vegas, ya que para la Fórmula 1 la exigencia física no era recompensada con la asistencia del público que no había sido cautivado por la presencia de la categoría. Las gradas no se llenaban y la carrera fue sacada del calendario para el año siguiente.

### Tras la primera incursión en la Fórmula 1 y competición con otras categorías
Tras la retirada de la Fórmula 1, CART asumió el evento en 1983 y 1984. El circuito se modificó con las curvas 1, 6 y 10 conectadas en una recta continua, produciendo un óvalo distorsionado plano de 1,811 km. Las dos carreras se disputaron en 178 vueltas, una distancia de 322,358 km. Para la carrera de 1984, se amplió la salida de la última curva, lo que aumentó la velocidad de vuelta en alrededor de 7 mph con respecto al año anterior. Después de la carrera de 1984, el circuito desapareció del calendario debido al desinterés de los organizadores, por lo que el circuito fue demolido para dar paso a la ampliación del Hotel.

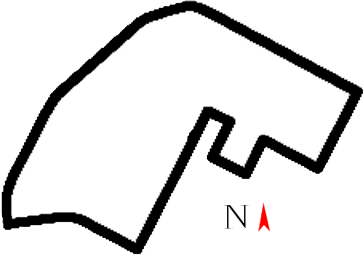
Circuito de Freemont Street, cerca al ayuntamiento de la Ciudad de Las Vegas, donde se disputó en la última temporada de la serie Champ Car World Series

En julio de 2006, el Ayuntamiento de Las Vegas había aprobado un circuito urbano de 3,93 km (2,44 millas) y 14 vueltas en sentido antihorario en el área del centro de Las Vegas, cerca de Fremont Street Experience. La Champ Car celebró su primer y último evento durante el domingo de Pascua, el 8 de abril de 2007. La carrera se tituló bajo el estandarte de Gran Premio de Las Vegas. En general, el recorrido fue del agrado de los competidores y aficionados, con mejor recibimiento que en el trazado del Caesar's Palace. Con la disolución de la Champ Car World Series en 2008, el evento fue cancelado tras un solo evento.

### Retorno al Gran Premio de Las Vegas - Circuito Urbano de Las Vegas Strip
La última vez que se incluyó a Las Vegas en el calendario de Fórmula 1 fue en 1982, con el Gran Premio de Caesars Palace. El evento tuvo lugar en noviembre de 2023, alrededor de Las Vegas Strip. Fue el tercer Gran Premio en Estados Unidos que se celebró en el calendario 2023, después del Gran Premio de Miami y el Gran Premio de los Estados Unidos.

## Ganadores

### Fórmula 1
| Año        | Piloto           | Constructor         | Circuito        | Resultados     |
| ---------- | ---------------- | ------------------- | --------------- | -------------- |
| 1981       | Alan Jones       | Williams-Ford       | Caesars Palace  | Resultados     |
| 1982       | Michele Alboreto | Tyrrell-Ford        | Caesars Palace  | Resultados     |
| 1983- 2022 | No se disputó.   | No se disputó.      | No se disputó.  | No se disputó. |
| 2023       | Max Verstappen   | Red Bull-Honda RBPT | Las Vegas Strip | Resultados     |
| 2024       | George Russell   | Mercedes            | Las Vegas Strip | Resultados     |

### Otras Categorías

#### CART/Champ Car

##### Circuito callejero de Fremont Street Experience
| Año  | Piloto     | Auto           | Equipo         | Circuito                                        |
| ---- | ---------- | -------------- | -------------- | ----------------------------------------------- |
| 2007 | Will Power | Panoz-Cosworth | Team Australia | Circuito Callejero de Fremont Street Experience |